# Brownsville (Kentucky)
Brownsville è un comune degli Stati Uniti d'America, situato nello Stato del Kentucky, nella Contea di Edmonson, della quale è il capoluogo.